# Wyższe Seminarium Duchowne Diecezji Toruńskiej
Wyższe Seminarium Duchowne Diecezji Toruńskiej – katolicka uczelnia wyższa. Jej siedziba mieści się przy placu ks. Frelichowskiego 1 w Toruniu.

## Historia
Potrzeba utworzenia Wyższego Seminarium Duchownego Diecezji Toruńskiej zrodziła się po reorganizacji struktur administracyjnych kościoła katolickiego w Polsce, kiedy to 25 marca 1992 roku papież Jan Paweł II bullą „Totus Tuus Poloniae populus” ustanowił diecezję toruńską. Jednym z priorytetowych zadań, jakie stanęły przed biskupem toruńskim Andrzejem Suskim, było powołanie do życia wyższej uczelni kształcącej kapłanów dla diecezji.
Erygowano ją 8 września 1993 roku. Uroczysta inauguracja roku akademickiego 1994/1995 miała miejsce 15 października 1994 roku.
Od 1 października 2001 roku alumni Wyższego Seminarium Duchownego Diecezji Toruńskiej studiują teologię na  Wydziale Teologicznym UMK.
Zgodnie z nowym Ratio institutionis sacerdotalis pro Polonia z 2021 r. z początkiem nowego roku akademickiego w 2022 r. utworzono okres propedeutyczny, który jest prowadzony na terenie archidiecezji gdańskiej we współpracy z Gdańskim Seminarium Duchownym.

## Statystyka
Liczba nowo wyświęconych kapłanów w diecezji toruńskiej w wybranych latach:
- 2001 – 18[7]
- 2003 – 9[8]
- 2004 – 10[9]
- 2005 – 10[10]
- 2006 – 11[11]
- 2007 – 10[12]
- 2008 – 17[13]
- 2010 – 9[14]
- 2017 – 4[15]
- 2018 – 2[16]
- 2020 – 8[17]
- 2021 – 4[18]

## Władze seminarium
- Rektor: ks. dr hab. Stanisław Adamiak[19]
- Ojciec duchowny: ks. dr Michał Oleksowicz[19]
- Prefekt okresu propedeutycznego: ks. dr Bartosz Adamski[19]
- Dyrektor ekonomiczny: ks. dr Bogusław Dygdała[19]